# Bevinahalli, Chitradurga
Bevinahalli là một làng thuộc tehsil Chitradurga, huyện Chitradurga, bang Karnataka, Ấn Độ.